# Нормальная школа

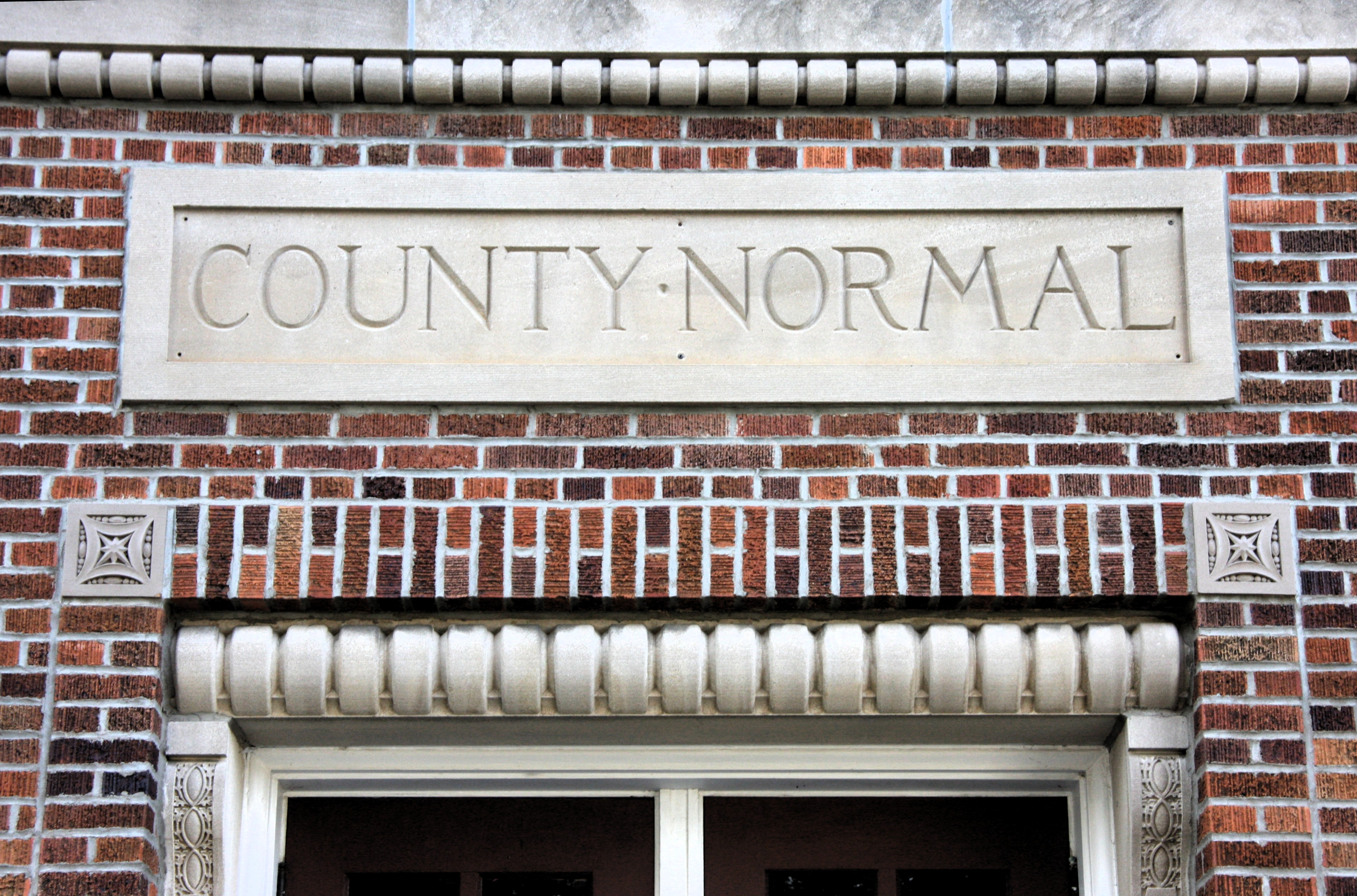
"Нормальная школа в Вироква, штат Висконсин

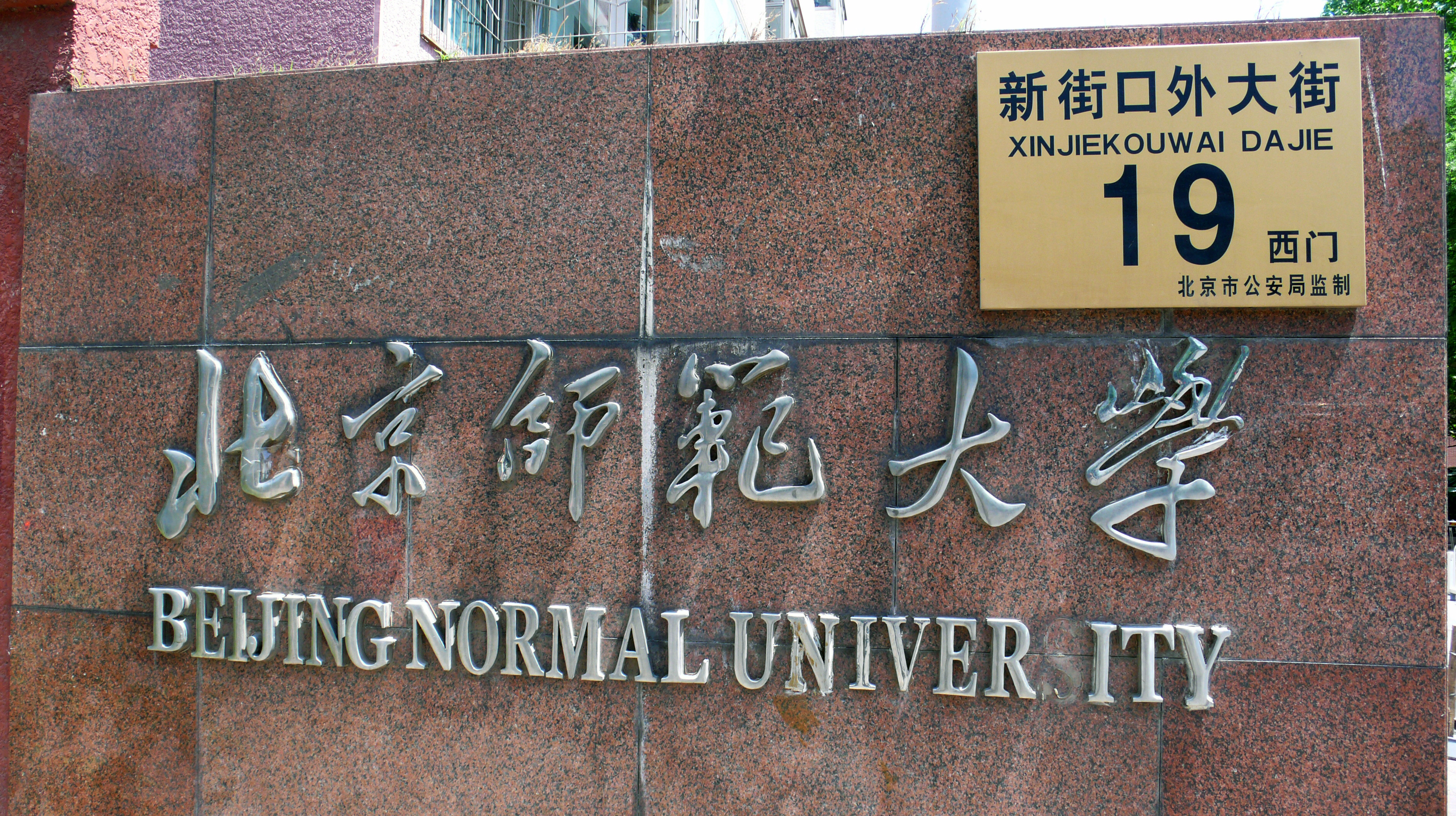
Входные ворота в Пекинском педагогическом университете ― яркий пример университета, первоначально созданного в качестве нормальной школы

Норма́льная шко́ла (фр. école normale) ― учебное учреждение, нацеленное на подготовку выпускников средней школы к работе в качестве учителей путём обучения их педагогической науке и учебным программам. Большинство таких школ, где они все ещё существуют, теперь именуются «педагогическими колледжами» или могут быть реорганизованы в качестве университета. Нормальные школы в США и Канаде готовили учителей для начальных школ, в то время как в континентальной Европе аналогичные колледжи готовили учителей для начальных и средних школ.
В 1685 году Сен-Жан-Батист де Ла Саль, основатель Института братьев христианских школ, основал в Реймсе, Франция, то, что обычно считается первой нормальной школой, École Normale. Термин «нормальный» здесь отсылает к цели этих учреждений: они должны прививать и укрепить определённые нормы в умах учащихся. Под «нормами» понимались поведенческие практики того времени, а также господствующие социальные ценности, идеологии и доминирующие нарративы, которые и должны были преподаваться в учебных программах.
Первая общественная нормальная школа в Соединённых Штатах была основана в Конкорде, штат Вермонт, Сэмюэлем Ридом Холлом в 1823 году. В 1839 году первая поддерживаемая государством нормальная школа была основана Содружеством Массачусетса в районе Лексингтон Батл-Грин; позднее она была реорганизована в Государственный университет Фрамингема. Первая современная школа подготовки учителей в Китае была основана педагогом Шэн Сюаньхуай в 1895 году как нормальная общественной школы Наньян (ныне Шанхайский университет Цзяо Тонга) в Шанхае во времена династии Цин.
Многие универсальные общественные или поддерживаемые государством университеты, такие как Калифорнийский университет в Лос-Анджелесе в Соединённых Штатах и Пекинский педагогический университет в Китае, были созданы и длительное время функционировали как нормальные школы, но затем расширили поле своей деятельности и превратились в исследовательские университеты. Некоторые из этих университетов, особенно в Азии, сохраняют слово «нормальный» в своём названии, отдавая дань истории. В Канаде большинство нормальных школ в итоге было преобразованы в педагогические факультеты университетов, предлагая степень бакалавра педагогики, которая осваивается за один или два года обучения, хотя для подготовки к получению такой степени ещё требуется как минимум три (обычно четыре) года предварительного обучения в бакалавриате.

## Этимология
Термин «нормальная школа» возник в начале XVI века во французском языке ― école normale. Концепция школы заключалась в том, чтобы учредить образцовую школу для обучения учителей передовым методам преподавания. Обучаемые дети, их учителя и учителя учителей часто находились вместе в одном здании.

## Европа
Обучение учителей имело большое значение для индустриальных странах Европы и их растущих потребностей в надёжной, воспроизводимой и правильно образованной рабочей силе. Процесс усвоение необходимых норм среди учащихся зависел от создания единой формализованной национальной образовательной программы. Таким образом, нормальным школам, как школам подготовки учителей, была поставлена задача разработки этой новой учебной программы и также методов, с помощью которых учителя будут прививать идеи, модели поведения и ценности своим ученикам. 

## Азия

### Китай

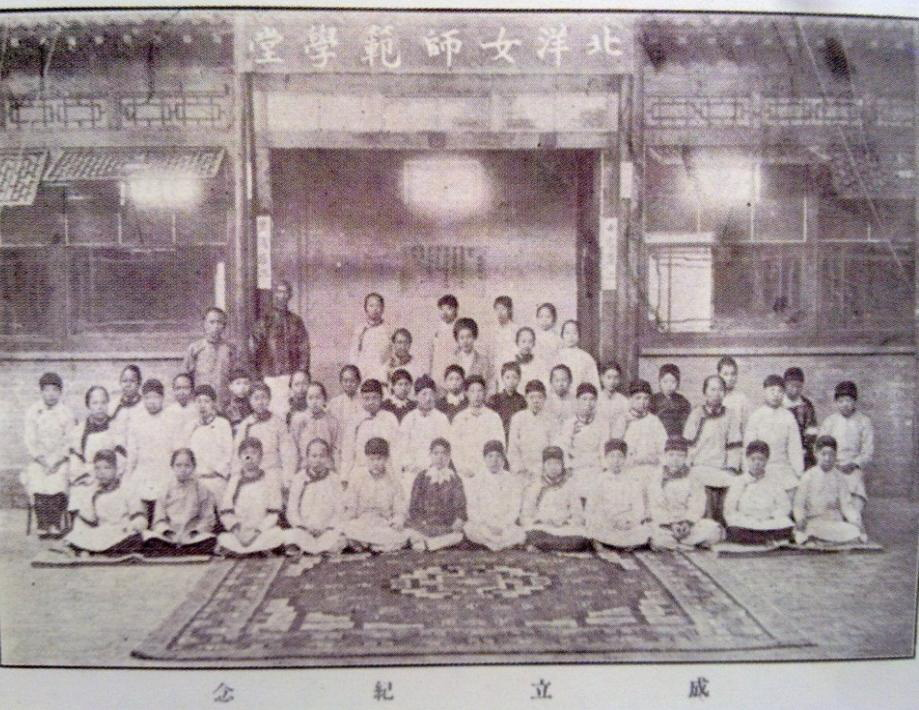
Ученицы женской нормальной школы Бэйян, раннего образца нормальной школы в Китае (1912)

В материковом Китае термин «нормальная школа» всё ещё используется в официальных английских названиях бывших нормальных школ, созданных в конце XIX ― начале XX века. 
В 1895 году банковский магнат и педагог Цин Шэн Сюаньхуай получил одобрение от императора Гуансюй на открытие государственной школы Наньян в Шанхае. В состав этого общеобразовательного учреждения входила первая обычная школа на материковой части Китая. С 1949 года многие бывшие нормальные школы в Китае превратились в университеты. По состоянию на 2012 год, Восточно-китайский педагогический университет и Пекинский педагогический университет, оба участвующие в программе национального правительства «Проект 985 », вошли в число двух лучших университетов материкового Китая. Оба они возникли как обычные школы. 